# Marcel Courbier
Marcel Louis Maurice Courbier, né le 4 août 1898 à Nîmes et mort le 14 novembre 1976 à Paris 6e, est un sculpteur et médailleur français.

## Biographie
Né le 4 août 1898 à Nîmes, Marcel Courbier se rend à Paris pour faire des études de droit, et s'inscrit parallèlement à l'École des beaux-arts dans les ateliers des sculpteurs Jules Coutan et Félix Charpentier. Il expose régulièrement au Salon des artistes français à partir de 1925, lors duquel il est plusieurs fois primé : il reçoit le grand prix Roux en 1925, une médaille de seconde classe et le grand prix national des Beaux-Arts en 1926 pour sa Jeune fille au chevreau, une médaille d'or au Salon de 1933, et une médaille d'or à l'Exposition universelle de 1937 à Paris. Il expose également au Salon des artistes coloniaux.
Sa première œuvre, réalisée en collaboration avec son maître Félix Charpentier, est un bas-relief d'une Mère pleurant son fils pour le Monument aux morts de Sainte-Cécile-les-Vignes (1920). Il présente au Salon de 1926 une Jeune fille au chevreau, qui connaît un vif succès : primée au Salon, l'œuvre en pierre est acquise par sa ville natale pour orner le jardin de la fontaine de Nîmes, et connaît plusieurs éditions réduites en bronze. Plusieurs fois vandalisée en 1941 et 1944, ce groupe — qui témoigne de l'intérêt de Courbier pour les sujets liés à l'enfance — est remisée dans les locaux de la Ville de Nîmes et disparaît après 1945. Copiée en marbre pour les Jardins du Hearst Castle, la statue nîmoise sert de point de départ et de source d'inspiration au roman de Jean-François Roseau,, La Jeune fille au chevreau, évoquant à plusieurs reprises la figure de Courbier. Une édition en bronze de 1943 est conservée au musée des Beaux-Arts de Nîmes. En 1929, Courbier sculpte encore une Jeune fille en pierre qui sera déposée à la mairie de Bastia, tandis qu'une Jeune fille en bronze est réalisée en 1957 pour l'hôtel de préfecture de la Loire à Saint-Étienne.
Toujours en 1929, il présente au Salon des artistes français un Torse d'homme en bronze et un autre bronze intitulé Adam et Ève.
Les commandes se multiplient dans les années 1930. A Salon de 1932, il présente le plâtre d'un projet de fontaine orné d'une petite fille penchée sur l'eau (plâtre conservé à Ivry-sur-Seine, Dépôt des œuvres d'art de la ville de Paris), dont il obtient l'acquisition par la Ville de Paris, et la traduction en pierre pour un jardin public. Il sculpte ainsi en 1934-1935 la fontaine au centre du square Anna-de-Noailles à Paris (aujourd'hui ruinée), et obtient l'autorisation d'en réaliser une réplique pour la Ville de Constantine. En 1939, il sculpte pour le Monument au taureau de Camargue à Beaucaire un bas-relief en bronze en hommage au célèbre taureau « le Clairon » ; envoyé à la fonte en 1943 par le régime de Vichy, il sera remplacé par un bas-relief en marbre du sculpteur Camille Soccorsi en 1963. Il réalise également un buste en marbre du Fabuliste Florian en 1937, pour la mairie de Sauve, puis une statue de Jacques Vaucanson en plâtre, dont la traduction en pierre est acquise en 1947 par la mairie de Grenoble. 
Marcel Courbier reçoit une médaille d'or lors de l'Exposition universelle de 1937, où il présente un Monument symbolique et deux grands bas-reliefs en plâtre : le Machinisme et une figure allégorique de La Marine marchande. 
Après la Seconde Guerre mondiale, son œuvre de sculpteur monumental se poursuit. Proche de Jean Moulin, l'artiste est appelé à réaliser plusieurs monuments en hommage au résistant : il sculpte en 1948 un premier monument commémoratif à Chartres (Le Glaive brisé), puis en 1950-1951 à Béziers. En 1969, les Forces Françaises Combattantes lui commandent un grand monument en bronze (Saut en parachute) à Salon-de-Provence. Il sculpte également le profil de Jean Moulin, qui sera édité sous forme de médailles par la Monnaie de Paris. Il reçoit aussi commande d'un immense Christ sauveur pour le monument au Sacré-Cœur d'Aumont-Aubrac, commémorant l'absence de victimes dans ce village durant la Seconde Guerre mondiale, et sculpte un Monument au colonel André Sérot pour la cour des Invalides à Paris.
En 1952, Marcel Courbier réalise également deux hauts-reliefs en pierre pour l'entrée du palais de justice de Brest, représentant La Loi et La Protection.
Il meurt le 14 novembre 1976 à son domicile situé sur le quai de Conti, dans le 6e arrondissement de Paris.